# Monágri
Monágri är en ort i Cypern.   Den ligger i distriktet Eparchía Lemesoú, i den centrala delen av landet, 60 km sydväst om huvudstaden Nicosia. Monágri ligger 556 meter över havet och antalet invånare är 181. Den ligger på ön Cypern.
Terrängen runt Monágri är kuperad.Trakten runt Monágri är ganska tätbefolkad, med 230 invånare per kvadratkilometer. Närmaste större samhälle är Limassol, 18,2 km sydost om Monágri. Trakten runt Monágri är i huvudsak ett öppet busklandskap.